# Eusebio Ruvalcaba
Eusebio Ruvalcaba, né à Guadalajara au Mexique le 4 septembre 1951 et mort à Mexico le 7 février 2017, est un écrivain et journaliste mexicain. 

## Biographie
Eusebio Ruvalcaba est le fils du violoniste Higinio Ruvalcaba (es).
Il a quarante ans quand il gagne le Concours littéraire Agustín Yáñez avec son roman Un hilito de sangre, qui sera porté à l’écran par Erwin Neumaier. Écrivain, poète, journaliste et dramaturge, il est l’auteur de très nombreux écrits. Avec le temps, Ruvalcaba est devenu l’un des écrivains les plus représentatifs de la littérature contemporaine du Mexique, et aussi l’un des plus aimés. Sa conception et son interprétation très particulières du monde ont fait de nombreux adeptes de générations très différentes : parmi eux, les adolescents sont les plus assidus.[Interprétation personnelle ?]
Il a participé activement à la rubrique « Un hilito de sangre » du magazine spécialisé de musique rock La Mosca en la pared (« La Mouche sur le mur »), qui a cessé de paraître en mars 2008, au côté d’un autre écrivain mexicain de renom : José Agustín.
Il est publié en France pour la première fois en 2013.

## Œuvres
- Des nouvelles du Mexique (ouvrage collectif), Métailié, 2009
- Vers, traduction de Christophe Lucquin et Brigitte Jensen, Christophe Lucquin Éditeur, 2013